# Ctenopteris lasiostipes
Ctenopteris lasiostipes är en stensöteväxtart som först beskrevs av Georg Heinrich Mettenius och som fick sitt nu gällande namn av Garth Brownlie.
Ctenopteris lasiostipes ingår i släktet Ctenopteris och familjen Polypodiaceae.